# Onthophagus transcaspicus
Onthophagus transcaspicus es una especie de insecto del género Onthophagus, familia Scarabaeidae, orden Coleoptera.
Fue descrita científicamente por Koenig en 1889.